# Brevet de technicien supérieur
Pour les articles homonymes, voir Brevet (homonymie) et BTS.
Le brevet de technicien supérieur (BTS), aussi appelé brevet de technicien supérieur agricole (BTSA) ou brevet de technicien supérieur maritime (BTSM) est un diplôme national de l'enseignement supérieur professionnel français créé par le décret du 26 février 1962. Il est également proposé au Luxembourg. Ce diplôme se prépare en deux ans après un diplôme de niveau 4. Le BTS se prépare dans une section de technicien supérieur (STS).
Il existait auparavant un titre de technicien supérieur breveté, créé par le décret n° 59-57 du 6 janvier 1959 portant réforme de l'enseignement public à l'article 35.

## Le diplôme
Il s'agit d'un diplôme de niveau 5. L'obtention du diplôme se fait sur examen national. À la différence du baccalauréat, il n'y a pas d'épreuve de rattrapage pour ceux qui obtiennent une note inférieure à la moyenne requise (10/20), le jury peut toutefois rattraper des candidats proches de la moyenne.
Un BTS se prépare au choix :
- par la voie scolaire classique dans un lycée public ou privé sous contrat, ou établissement d'enseignement privé, pendant une durée de deux ans, après le baccalauréat ; il est possible de suivre la formation à distance par l'intermédiaire d'un organisme de formation par correspondance (CNED), il suffira de s'inscrire au rectorat (individuellement ou par l'intermédiaire de l'établissement) lors de la deuxième année pour passer l'examen ;
- par apprentissage, en alternance de périodes de formation en centre de formation et d'activité salariée dans l'entreprise ;
- par la voie de la formation continue quand on est salarié ;
- par la Validation des Acquis de l'Expérience (VAE) pour tout ou partie des épreuves de l'examen associé au diplôme. Cette voie nécessite de disposer de 1 an d'expérience professionnelle du niveau du diplôme visé[5].

Il existe 122 spécialités de BTS tertiaires (source Onisep), industrielles ou agricoles (prépare en deux ans dans un établissement agricole, dépendant du ministère de l'agriculture). Certains BTS proposent des options à choisir au début ou en cours de formation (par exemple pour les BTS MHR, SIO ou CIEL). Par comparaison, il existe 24 spécialités de diplôme universitaire de technologie (DUT), 16 du secteur industriel et 8 du secteur des services.
Les étudiants de BTS, comme tous les étudiants, ont accès sous conditions aux bourses de l'enseignement supérieur, au logement du centre régional des œuvres universitaires et scolaires (CROUS) et au restaurant universitaire.
Si les BTS restent un moyen relativement rapide d'accéder à une qualification professionnelle, la réforme LMD incite les titulaires de BTS, à l'issue d'une année équivalente à L2, à poursuivre leurs études notamment jusqu'en licence professionnelle ou en DCG (L3). L'obtention du brevet de technicien supérieur emporte l'acquisition de 120 crédits européens (ECTS). Dans certains lycées, les classes préparatoires d'adaptation pour technicien supérieur (ATS) permettent au titulaire d'un BTS de faire une L3 parallèlement à une préparation aux concours des écoles de management ou d'ingénieur.

Les formations BTS sont disponibles dans les départements et territoires d'outre-mer. La plupart des ex-colonies d’Afrique francophones comme la Côte d’Ivoire ou l'ex-protectorat comme le Maroc, ont intégré dans leur système éducatif la formation au BTS fondée sur le modèle français. 
| Nom du diplôme (niv. RNCP/ CEC, sauf (-)) | Années                                          |                                                          | |               |            |                    |                      |                           |                         |                         |                         |                         |                   |                       |                             |  |  |  |          |
| Nom du diplôme (niv. RNCP/ CEC, sauf (-)) | 9 et +                                          |                                                          | DE Médecin DES (-)                                                                                                  | HDR (-)       |            |                    |                      |                           |                         |                         |                         |                         |                   |                       |                             |  |  |  | DESV (-) |
| Nom du diplôme (niv. RNCP/ CEC, sauf (-)) | +8                                              | Doctorat (8)                                             | DE Médecin DES (-)                                                                                                  | DSA DPEA (-)  | DEC (-)    |                    |                      |                           |                         |                         |                         |                         |                   |                       |                             |  |  |  | DESV (-) |
| Nom du diplôme (niv. RNCP/ CEC, sauf (-)) | +7                                              | Doctorat (8)                                             | DE Médecin DES (-)                                                                                                  | DSA DPEA (-)  | DEC (-)    |                    |                      |                           |                         |                         |                         |                         |                   |                       |                             |  |  |  | DESV (-) |
| Nom du diplôme (niv. RNCP/ CEC, sauf (-)) | +6                                              | Doctorat (8)                                             | DE Dentaire (-) DE Pharmacie (-) DFASM (7)                                                                          | HMONP (-)     | DEC (-)    | DE Vétérinaire (-) |                      |                           |                         |                         |                         |                         |                   |                       |                             |  |  |  |          |
| Nom du diplôme (niv. RNCP/ CEC, sauf (-)) | +5                                              | DFASO DFASP DEMK DESF (7)                                | Master (7) | DEA (7)       | DSCG (7)   | DNSEP(7) DSAA (-)  | CCO DE IA DE IPA (7) | CA (7) CNSMD(7) CNSAD (-) | MSc MBA MS Diplovis (-) | ENC (-) ENS (-) INP (-) | ENS (-) IAE (7) ESC (-) | EI (7) ENS (-) DEFV (7) |                   |                       |                             |  |  |  |          |
| Nom du diplôme (niv. RNCP/ CEC, sauf (-)) | +4                                              | DFASO DFASP DEMK DESF (7)                                | Master (7) | DEA (7)       | DSCG (7)   | DNSEP(7) DSAA (-)  | CCO DE IA DE IPA (7) | CA (7) CNSMD(7) CNSAD (-) | MSc MBA MS Diplovis (-) | ENC (-) ENS (-) INP (-) | ENS (-) IAE (7) ESC (-) | EI (7) ENS (-) DEFV (7) |                   |                       |                             |  |  |  |          |
| Nom du diplôme (niv. RNCP/ CEC, sauf (-)) | +3                                              | DFGSM DFGSO DFGSP DFGSMa (6)                             | Licence (6) | LP BUT (6)    | DEEA (6)   | DCG (6)            | DN MADE DNA (6)      | DE I (6) IFPS IRFSS (-)   | DNSP (6)                | ENC (-) ENS (-) INP (-) | ENS (-) IAE (7) ESC (-) | EI (7) ENS (-) DEFV (7) | IRTS (3-6)        | Bachelor Diplovis (-) |                             |  |  |  |          |
| Nom du diplôme (niv. RNCP/ CEC, sauf (-)) | +2                                              | DFGSM DFGSO DFGSP DFGSMa (6)                             | Licence (6) | LP BUT (6)    | DEEA (6)   | DCG (6)            | DN MADE DNA (6)      | DE I (6) IFPS IRFSS (-)   | DNSP (6)                | BTS (5)                 | AL/BL LSH (-)           | ECG D1 D2 (-)           | IRTS (3-6)        | Bachelor Diplovis (-) | BC MP PC PSI PT MPI TSI (-) |  |  |  |          |
| Filière, discipline ou spécialité         | +1                                              | L.AS PASS (-)                                            | Licence (6) | LP BUT (6)    | DEEA (6)   | DCG (6)            | DN MADE DNA (6)      | DE I (6) IFPS IRFSS (-)   | DNSP (6)                | BTS (5)                 | AL/BL LSH (-)           | ECG D1 D2 (-)           | IRTS (3-6)        | Bachelor Diplovis (-) | BC MP PC PSI PT MPI TSI (-) |  |  |  |          |
| Filière, discipline ou spécialité         |                                                 | Médecine Odontologie Pharmacie Maïeutique Kinésithérapie | Arts - Commerce, économie - Droit - Enseignement - Lettres et langues - Sciences humaines - Sciences et technologie | Pro ou Techno | Architecte | Comptabilité       | Arts Design Mode     | Paramédical et santé      | Musique Danse Comédie   | Social Sports           | Libre Technique         | STS                     | Lettres           | Économie              | Scientifique                |  |  |  |          |
| Filière, discipline ou spécialité         | Université, École délivrant un diplôme national | Université, École délivrant un diplôme national          | Université, École délivrant un diplôme national                                                                     | École         | École      | École              | École                | École                     | École                   | École Privée            | École, Lycée CPGE       | École, Lycée CPGE       | École, Lycée CPGE | École, Lycée CPGE     |                             |  |  |  |          |

## Débouchés
Le BTS acquis équivaut à 120 crédits européens.
Ce diplôme, initialement destiné à l'entrée dans la vie active, fait de plus en plus souvent l'objet d'une poursuite d'études. À la rentrée 2017, 35 % des titulaires d'un BTS ont continué leurs études, notamment en licence professionnelle. Finalement, 29 % des diplômés d’un BTS en 2016 sont aussi devenus diplômés d’une licence tandis que peu d’entre eux (8 %) ont obtenu un diplôme de Master.
Après l'obtention d’un BTSA, il est également possible de préparer un second BTSA en un an. Enfin, le technicien supérieur agricole peut intégrer une Classe Préparatoire aux Grandes Ecoles post-BTS/BTSA/DUT en un an, qui permet de se préparer aux concours d’admission aux écoles d’ingénieurs agronomes (BENITA, ENSA) et aux Écoles Nationales Vétérinaires (ENV).
A l’envers de son objectif initial, l’obtention d'un BTS se traduit par un accès relativement limité aux professions intermédiaires : trois ans après l’obtention du diplôme, 52 % des détenteurs d’un BTS sont ouvriers ou employés tandis qu’à peine 42 % d’entre eux appartiennent aux professions intermédiaires. Par ailleurs, les diplômés d'un BTS se disent eux-mêmes déclassés dans 48 % des cas. Cette situation de déclassement inciterait de plus en plus d’étudiants de BTS à poursuivre leurs études jusqu’en licence professionnelle.

## Formation
Le dossier d’admission comprend les notes de première et de terminale, ainsi qu’un entretien de motivation noté.
Pour pouvoir préparer un BTS par la voie de l’apprentissage, il faut détenir un diplôme de niveau IV et avoir un maître d’apprentissage. L’inscription se fait alors au CFA, qui étudie le dossier et informe le candidat de sa décision.

### En collège
Les établissements sélectionnent selon ces listes et des dossiers scolaires des candidats. Les notes de première et de terminale sont prises en compte ainsi que les appréciations des enseignants. L'étudiant postulant au BTS doit impérativement disposer d'un niveau terminal validé au minimum, le baccalauréat n'est pas absolument indispensable selon les formations et les appréciations des enseignants. Pour certaines sections, un entretien ou une lettre de motivation sont également demandés, bien que légalement la sélection ne puisse se faire que sur dossier, la sélection par entretien revêtant un caractère discutable juridiquement.
Le rejet d'une candidature à la suite d'un entretien peut faire l'objet d'un recours devant le tribunal administratif, recours normalement satisfait (jurisprudence constante). Néanmoins, le recours à ces entretiens est souvent fondé d'un point de vue pédagogique et technique (les dossiers sont parfois insuffisants pour évaluer correctement l'aptitude du candidat à intégrer la formation) et le fait d'intégrer une formation – a fortiori à la suite d'un recours devant le tribunal administratif – ne garantit pas la réussite à l'examen. Des étudiants des universités, instituts universitaires de technologie, écoles d'ingénieurs, etc., qui veulent changer de formation, peuvent également s'y présenter.
Le BTS est plus particulièrement destiné aux lycéens ayant suivi des études technologiques ou professionnelles. Depuis la rentrée 2006, l'admission est de droit pour les candidats scolarisés en section de baccalauréat professionnel du champ professionnel correspondant au BTS demandé et qui obtiennent la mention bien ou très bien au baccalauréat professionnel. Depuis 2014 les candidats scolarisés en section de baccalauréat professionnel sont prioritaires à l'admission par rapport aux bacheliers technologiques ou général [réf. nécessaire].
L'environnement est proche des années de lycée, de par le lieu d'enseignement, le nombre d'élèves par classe et la charge de travail.
Les lycées concernés peuvent être privés ou publics. Chaque lycée choisit librement les BTS qu'il souhaite diffuser. Pour connaître la liste des lycées dispensant les formations, l'État a mis en place un portail.
Pour retrouver une liste des centres de formation, vous pouvez vous reporter au site de l'ONISEP.

### À distance (par correspondance)
La formation à distance permet aux élèves de préparer le BTS à distance. Cette formation convient bien notamment au contexte de la formation professionnelle continue, car les personnes qui travaillent peuvent étudier le soir ou en fin de semaine. Les élèves doivent envoyer des devoirs que les professeurs renvoient notés et corrigés. Ils passent l'examen en candidats libres avec les élèves classiques.
La formation à distance nécessite un travail personnel et une autonomie de la part de l'élève, mais certains organismes proposent des sessions collectives de révision et des préparations aux oraux.
Parmi les organismes de formation à distance proposant des :
- BTS : Abs Formation, Adonis, Centre National d'Enseignement à Distance (CNED), Comptalia, École Chez Soi, École Universelle, EDUCATEL, École Française de Comptabilité (EFC), Enaco, Icademie, Karis, Lignes & Formations, Serapse.
- BTSA : Centre National d'Enseignement Agricole par Correspondance (CNEAC), Centre national de promotion rurale (CNPR), CERCA du Groupe École Supérieure d'Agriculture d'Angers.

Les centres de formation à distance se distinguent en général par l'absence de numerus clausus et par la liberté d'organisation des apprentissages. Les formations à distance sont ouvertes aux étudiants, aux salariés, aux demandeurs d'emploi sans conditions d'âge. Les formations peuvent être prises en charge au titre des financements de la formation professionnelle continue. Il est également possible pour certaines formations d'obtenir des dispenses d'épreuves selon les acquis académiques (cas des personnes déjà titulaires d'un BTS, DUT, DEUG, DEUST, L2 ou classes préparatoires aux grandes écoles) ou de sélectionner les matières notamment dans le cadre d'une combinaison avec la Validation des acquis de l'expérience.

## Contexte réglementaire
Tous les BTS s'organisent autour d'un même règlement général défini par décrets.
Le contenu de la formation de chaque spécialité est élaboré par une commission professionnelle consultative (CPC) qui réunit employeurs, salariés et pouvoirs publics. Tout d'abord sont définies les activités professionnelles auxquelles se livrera le technicien. À partir de cela, le référentiel de certification du diplôme est établi pour définir les capacités, compétences et savoirs associés. Les situations d'évaluation sont proposées au travers d'un règlement d'examen. D'autres éléments sont aussi définis tels que l'horaire hebdomadaire de formation sous statut scolaire. Ces informations sont regroupées dans un document appelé « référentiel » téléchargeable notamment sur le site du Centre national de documentation pédagogique.
Les candidats passent en général l'examen sous sa forme globale, c'est-à-dire toutes les épreuves lors de la même session d'examen. En cas d'échec, ils ont la possibilité de conserver les notes des unités d'examen supérieures ou égales à 10 lors d'une session ultérieure et de ne repasser donc que les unités d'examen où ils n'avaient pas obtenu la moyenne.
Le cursus de formation intègre des périodes de stage en entreprise.

## Liste des brevets de technicien supérieur
Il existe différentes filières et spécialités de brevet de technicien supérieur en France.

### Secteur de l'agriculture et de l'environnement
- BTSA Aménagements Paysagers
- BTSA Aquaculture
- BTSA Développement et Animation des Territoires Ruraux (DATR)
- BTSA Analyses agricoles, Biologiques et Biotechnologiques
- BTSA Analyse, Conduite et Stratégie de l'entreprise Agricole (ACS'AGRI)[12]
- BTSA Gestion et Maitrise de l'Eau / Maîtrise de l'eau en agriculture et en aménagement
- BTSA Gestion et protection de la nature
- BTSA Production Horticole
- BTSA Sciences et Technologies des Aliments
- BTSA Gestion et Maîtrise de l'Eau
- BTSA Gestion forestière
- BTSA Métiers de l'élevage : développement, production, conseil[13]
- BTSA Viticulture et œnologie
- BTSA Développement, Animation des Territoires Ruraux
- BTSA Technico-Commercial / Agrofournitures
- BTSA Technico-Commercial / Animaux d'élevage et de compagnie
- BTSA Technico-Commercial / Boissons, vins et spiritueux
- BTSA Technico-Commercial / Végétaux d'ornement
- BTSA Technico-Commercial / Produits alimentaires
- BTSA Technico-Commercial / Produits de la filière forêt bois
- BTSA Agronomie Cultures Durables
- BTSA Productions Animales
- BTSA Génie Des Equipements Agricoles
- BTSA Développement de l'Agriculture des Régions Chaudes

### Secteur maritime
- BTSM Pêche et gestion de l'environnement marin[14],[15]
- BTSM Maintenance des systèmes électro-navals[16],[17]

### Secteur de la production
- BTS Aéronautique
- BTS Aménagement finition
- BTS Art céramique
- BTS Assistant technique d'ingénieur
- BTS Assurance
- BTS Audiovisuel
- BTS Bâtiment
- BTS Bioanalyses et contrôles
- BTS Biochimiste
- BTS Biophysicien de laboratoire
- BTS Bioqualité
- BTS Biotechnologie en recherche et en production
- BTS Systèmes Constructifs Bois et Habitat
- BTS Métiers de la Chimie
- BTS études de réalisation d’un projet de communication
- BTS Conception et industrialisation en microtechniques
- BTS Conception de produits industriels
- BTS Conception et réalisation de carrosseries
- BTS Conception et réalisation en chaudronnerie industrielle
- BTS Conception réalisation de systèmes automatiques
- BTS Construction navale
- BTS Constructions métalliques
- BTS Contrôle industriel et régulation automatique (CIRA)
- BTS Cyberdéfense[18]
- BTS Développement et Réalisation Bois
- BTS Électrotechnique
- BTS Enveloppe du bâtiment : façade, étanchéité
- BTS Étude et réalisation d'agencement
- BTS Étude et réalisation d'outillages de mise en forme des matériaux
- BTS Fluides énergies domotique
- BTS Géologie appliquée
- BTS Géomètre topographe
- BTS Industrialisation des produits mécaniques
- BTS Industries céramiques
- BTS Industries céréalières
- BTS Industries des matériaux souples
- BTS Industries papetières
- BTS Industries plastiques EuroPlastic
- BTS Informatique et réseaux pour l'industrie et les services techniques
- BTS Maintenance des systèmes
- BTS Maintenance et après-vente d'engins de travaux publics et de manutention
- BTS Aéronautique
- BTS Maintenance des véhicules
- BTS Après-vente automobile
- BTS Conception réalisation de systèmes automatiques
- BTS Métiers de l'eau
- BTS Mise en forme des alliages moulés
- BTS Mise en forme des matériaux par forgeage
- BTS Moteurs à combustion interne
- BTS Peintures, encres et adhésifs
- BTS Physico-métallographe
- BTS Productique option Usinage
- BTS Productique textile
- BTS Qualité dans les industries alimentaires et les bio-industriels
- BTS Services informatiques aux organisations
- BTS Systèmes Constructifs Bois et Habitat (SCBH)
- BTS Systèmes électroniques
- BTS Systèmes photoniques
- BTS Systèmes numériques
- BTS Technico-commercial
- BTS Techniques physiques pour l'industrie et le laboratoire
- BTS Traitement des matériaux
- BTS Transport et prestations logistiques
- BTS Travaux publics

### Secteur des services
- BTS Analyses biologiques
- BTS Support à l'action managériale
- BTS gestion des ressources humaines
- BTS Assurance
- BTS Banque
- BTS Commerce international (CI)
- BTS Communication
- BTS Comptabilité et gestion (CG)
- BTS Diététique
- BTS Économie sociale et familiale (ESF)
- BTS Édition
- BTS Esthétique cosmétique
- BTS Gestion de la PME
- BTS Gestion et protection de la nature
- BTS Hôtellerie restauration
- BTS Métiers des services à l'environnement (MSE)
- BTS Industries graphiques
- BTS Services Informatiques aux Organisations
- BTS Services et prestations des secteurs sanitaire et social (SP3S)
- BTS Support à l'action managériale (SAM)
- BTS Management des unités commerciales (MUC)
- BTS Management opérationnel de la sécurité (MOS)
- BTS Négociation et digitalisation de la relation clients (NDRC)
- BTS Métiers de l'audiovisuel
- BTS Métiers de l'eau
- BTS Collaborateur juriste notarial (anciennement BTS Notariat)
- BTS Opticien lunetier
- BTS Photographie
- BTS Podo-orthésiste
- BTS Professions immobilières
- BTS Prothésiste orthésiste
- BTS Responsable de l'hébergement à référentiel commun européen
- BTS Technico-commercial en boissons, vins et spiritueux
- BTS Tourisme
- BTS Vente et productions touristiques

## Histoire institutionnelle
Le Brevet de technicien supérieur (BTS) a été créé par un décret du 26 février 1962. Il existait toutefois auparavant un titre de technicien supérieur breveté, créé par le décret n° 59-57 du 6 janvier 1959 portant réforme de l'enseignement public, article 35. Peu après, l'arrêté du 2 août 1962 transforme en ce nouveau BTS 33 "brevets de techniciens" (créés en 1952).

## Effectifs totaux
Depuis 2018, la France compte annuellement plus de 260 000 élèves de STS.